# 明日への扉 (T-SQUAREの曲)
「明日への扉」（あすへのとびら）は、T-SQUAREの14作目のシングルである。1993年6月21日にソニーレコードから発売された。

## 解説
スクェアの18作目のアルバム『HUMAN』の1曲目に収録されている楽曲である。カップリング曲として収録されている「FACES (Live Mix Version) 」は17作目のアルバム『IMPRESSIVE』の1曲目に収録されている楽曲であるが、アルバム収録ヴァージョンではなくライヴヴァージョンである。「明日への扉」はフジテレビで放送された『F1グランプリ』でアラン・プロストのテーマソングに使われた。また後に発売されたアルバム『Wordless Anthology III』の8曲目にリミックス版が収録されている。
なおこのシングル自体は廃盤になったが、スクェアのシングル曲を収録したベストアルバム『T-SQUARE SINGLE COLLECTION』には「明日への扉」、「FACES (Live Mix Version) 」ともに収録されている。

## 収録曲
1. 明日への扉
作曲：安藤まさひろ、編曲：T-SQUARE
2. FACES (Live Mix Version)
作曲：安藤まさひろ